# Michał Baranowski (politolog)
Michał Tomasz Baranowski (ur. 22 maja 1980 w Warszawie) – polski politolog i think tanker specjalizujący się w relacjach transatlantyckich, podsekretarz stanu w Ministerstwie Rozwoju i Technologii (od 2024).

## Życiorys
Michał Baranowski po zdaniu matury w XVIII Liceum Ogólnokształcącym im. Jana Zamoyskiego w Warszawie kształcił się na Uniwersytecie Mercera w Stanach Zjednoczonych, gdzie otrzymał tytuł licencjata, na Uniwersytecie Oksfordzkim oraz na Maastricht University, gdzie w 2005 został magistrem europejskich spraw publicznych.
W 2005 został zatrudniony jako analityk w brukselskim amerykańskiego think tanku German Marshall Fund (GMF) specjalizujący się w Europie Środkowej i państwach Partnerstwa Wschodniego. W 2008 przeniósł się do waszyngtońskiego biura GMF. W 2011 powierzono mu otwarcie warszawskiego biura GMF. W 2021 został dodatkowo dyrektorem zarządzającym GMF East, odpowiadając za Grupę Wyszehradzką (w tym Polskę), Ukrainę, kraje bałtyckie oraz Rumunię.
30 grudnia 2024 został powołany na stanowisko podsekretarza stanu w Ministerstwie Rozwoju i Technologii.
Członek Rady Instytutu Zachodniego im. Zygmunta Wojciechowskiego w Poznaniu.
Syn Marii i Ryszarda. Ojciec trójki dzieci.